# Балакин, Владимир Николаевич
Владимир Николаевич Балакин (1 сентября 1913 — 1992) — советский футболист, выступавший на позиции центрального защитника в киевских клубах «Локомотив» и «Динамо». Был участников матчей в оккупированном Киеве в 1942 году в составе команды «Старт». После завершения карьеры работал детским тренером. Заслуженный тренер Украинской ССР.
Брат футболиста киевского «Динамо» и известного советского арбитра Николая Балакина.

## Биография
Футбольную карьеру Балакин начинал в составе киевского «Локомотива», где провёл три полноценных сезона, сыграл в 62 матчах и забил 1 гол. С началом войны был отправлен на передовую, участвовал в обороне Киева. Попал в плен под Борисполем, где и встретил в лагере бывшего нападающего «Динамо» Николая Коротких. Впоследствии футболистов, вместе с другими пленными перевели в другой лагерь — в Дарнице. Там они познакомились с Николаем Трусевичем, вратарём и капитаном довоенного «Динамо». Вскоре появилась целая группа бывших советских футболистов, освобождённых из плена, которые работали в основном на Киевском хлебозаводе № 1. Они объединились в команду, которая противостояла венгерским, румынским и немецким солдатам. Наиболее известным стал матч-реванш против команды «Флакельф», который впоследствии был назван «Матчем смерти». Всего футболистами «Старта» было сыграно с 7 июня по 16 августа 1942 года 10 матчей, добыто 10 побед, забито 56 голов и пропущено — 11. Во время войны отца Владимира и Николая Балакина забрали в гестапо и убили из-за его принадлежности к коммунистической партии. Награждён медалью «За боевые заслуги».
После Великой Отечественной войны перешёл в «Динамо» (Киев). В сезоне 1945 года провёл 18 матчей. После окончания карьеры футболиста работал тренером в детской команде «Искра». Позже перешёл во вновь созданную киевскую Футбольную школу молодёжи, где приложил руку к воспитанию таких известных в будущем футболистов, как Андрей Биба, Валерий Лобановский, Олег Базилевич, Владимир Ануфриенко, Анатолий Крощенко, Валентин Трояновский и другие.

## Награды
- Медаль «За боевые заслуги» (1965, награждён в канун 20-летия Победы)[7]
- Медаль «За оборону Киева» (13 октября 1962)[8].
- Заслуженный тренер УССР